# Região do Polo Têxtil
A Região do Pólo Têxtil (RPT) é o maior pólo da indústria têxtil e de confecção do Brasil, responsável por 85% da produção nacional de tecidos planos de fibras artificiais e sintéticas e, por essa razão, considerada o "Maior Polo Têxtil de Tecidos Planos de Fibras Artificiais e Sintéticas da América Latina".
Está localizada do leste do estado de São Paulo, mais especificamente na Região Metropolitana de Campinas e compreende os municípios de Americana, Santa Bárbara d'Oeste, Nova Odessa, Sumaré e Hortolândia.